# Podujevo (gmina)
Podujevo (srb. Подујево, alb. Podujevës lub Besianës) – gmina w Kosowie w regionie Prisztina. Ma około 663 km² powierzchni i jest zamieszkana przez 81 514 osób (szacunki na 2020 rok). Głównym miastem jest Podujevo.
Według spisu powszechnego z 1991 na terenie gminy mieszkało 72 092 Albańczyków,  2 242 Serbów i 615 Czarnogórzan, natomiast w 2011 roku było to 87 523 Albańczyków, 680 Aszkalów i 12 Serbów.
Gospodarka gminy jest oparta na produkcji metalu i żywności, rolnictwie i handlu.